# Воскресенская улица (Санкт-Петербург)
Воскресе́нская улица — исчезнувшая улица в Санкт-Петербурге. Проходила от Потёмкинской до Таврической улицы. Сейчас присоединена к Шпалерной улице.
Другая Воскресенская улица, перенявшая название первой благодаря бывшему Воскресенскому наплавному мосту, соединяла Безбородкинский (ныне — Кондратьевский) проспект и Замшину улицу, сейчас вошла в состав Бестужевской улицы.

## История
- Выделилась из Шпалерной улицы в 1887 году. Название дано по Воскресения Словущего собору.
- На плане 1873 года обозначена как Воскресенская набережная.
- 7 марта 1880 года вошла в состав Шпалерной улицы.

## Пересечения
Трасса улицы граничит со следующими переулками и улицами:
- Шпалерная улица (Шпалерная улица, Екатерининская улица)
- Потёмкинская улица
- Водопроводный переулок
- Таврическая улица